# Achyranthes pedicellata
Achyranthes pedicellata är en amarantväxtart som beskrevs av Lopr. Achyranthes pedicellata ingår i släktet Achyranthes och familjen amarantväxter. Inga underarter finns listade i Catalogue of Life.